# Championnat de France de rugby à XV de 3e division fédérale 2017-2018
Navigation
Fédérale 3 2016-2017 Fédérale 3 2018-2019
Cette page présente la saison 2017-2018 de Fédérale 3.

## Saison régulière

### Règlement
Les 166 clubs répartis en 12 poules de 12 équipes et 2 poules de 11 équipes qui se rencontrent en matches « Aller » et « Retour ».
Les 4 premiers de chaque poule, ainsi que les 8 meilleures équipes parmi les équipes classées 5e de leur poule, disputeront les phases finales, qui débuteront en 1/32e de finale   ;
Les équipes classées 11e et 12e de chaque poule sont reléguées en série territoriale Honneur de leur comité d’appartenance pour la saison 2018-2019  ;
Accession à la Fédérale 2 pour la saison 2018-2019
Les 16 clubs qui accèdent à la Fédérale 2 sont les clubs vainqueurs des Seizièmes de finale  ; 
Classement

### Poules 1, 2, 3
- : Qualifiés pour les phases finales
- : Promu en Fédérale 2
- : Relégué en honneur régional

| Poule 1 1. RC Courbevoie 2. Le Havre AC 3. RC Compiègne 4. Rugby olympique club de Houilles-Carrières-sur-Seine 5. CLL Armentières 6. Rueil AC 7. Stade caennais 8. Évreux AC 9. AC Soissons 10. XV Couronnais 11. RC Audomarois 12. RU Dunkerque | Poule 2 1. RAC castelroussin 2. Gretz-Tournan-Ozoir rugby centre 77 3. UM Pontault-Combault 4. US La Châtre 5. RC Sucy-en-Brie 6. RC Blois 7. AC Boulogne-Billancourt (ACBB) 8. SA Vierzon 9. ES Viry-Châtillon 10. US Olympiades Massif-Central 11. US Pithiviers 12. SCUF | Poule 3 1. US Nantua 2. RC Rillieux-la-Pape 3. FC Saint-Claude 4. CO Le Puy 5. RC de la Dombes 6. SO Givors 7. Rhône-Sportif (Lyon-Villeurbanne) 8. RC Andrézieux-Bouthéon 9. Sporting club couchois 10. OL Saint-Genis-Laval 11. RC Buxy 12. RC Belleville-sur-Saône |

### Poules 4, 5, 6
- : Qualifiés pour les phases finales
- : Promu en Fédérale 2
- : Relégué en honneur régional

| Poule 4 1. Grand Dole rugby 2. Rugby club auxerrois 3. RC Metz 4. US Genlis 5. CS Lons-le-Saunier 6. FC Haguenau 7. Olympique de Besançon 8. Entente Montbéliard Belfort ASCAP Rugby (EMBAR) 9. Club de Rugby d'Illkirch-Graffenstaden (CRIG) 10. RC Pont-à-Mousson 11. Verdun rugby athlétic club (VRAC) | Poule 5 1. FC Tournon-Tain (FCTT) 2. Saint-Marcellin sports 3. US Rives-Renage 4. US Izeaux 5. Association Sportive Saint-Marcel-Isle d'Abeau (ASSMIDA) 6. AS Ampuis Côte-Rôtie rugby 7. US Rhône XV (RC Roche-de-Glun et RC Bourg-les-Valence) 8. RC des Vallons-de-la-Tour 9. US Deux-Ponts 10. Rugby club du pays Saint Jeannais 11. RC Seyssins 12. Union sportive beaurepairoise | Poule 6 1. Rugby Club Les Angles Gard Rhodanien 2. Rugby Club Aubagnais 3. Aix Université club 4. US Véore XV 5. Stade union cavaillonnais 6. Rugby club Six-Fours-Le Brusc 7. SC Privas 8. Boxeland Club Islois Rugby à XV 9. Union sportive Avignon Le Pontet Vaucluse rugby 10. Étoile sportive montilienne 11. Rugby club uzétien 12. Sporting Club bastiais |

### Poules 7, 8, 9
- : Qualifiés pour les phases finales
- : Promu en Fédérale 2
- : Relégué en honneur régional

| Poule 7 1. Plouzané AC 2. Union sportive Tours rugby 3. Rugby club baulois 4. Pays Auray rugby club 5. SCO rugby club Angers 6. Sporting club chinonais rugby 7. Rugby club Saint-Sébastien–Basse-Goulaine 8. Rugby club trignacais 9. Rugby club sablais 10. FC Yonnais rugby 11. Grandchamp rugby club 12. US Saint-Pierre-des-Corps | Poule 8 1. Rugby union athlétique Gujan-Mestras 2. US Bazas 3. Club municipal de Floirac 4. Stade blayais 5. Sporting club surgèrien 6. Union Barbézieux Jonzac 7. Stade poitevin rugby 8. SA Rochefort rugby 9. Association sportive Mérignac rugby 10. CO La Couronne 11. Sport athlétique parthenaisien 12. Athlétique rugby club de Chauray | Poule 9 1. Stade Belvesois 2. AS Layrac 3. Club athlétique Périgueux Dordogne 4. Club sportif nontronnais 5. US Monflanquin 6. Club athlétique sarladais Périgord noir 7. RC Mussidan 8. Union sportive néracaise 9. Union sportive Fumel Libos 10. US Lalinde 11. Club athlétique ribéracois 12. Stade foyen rugby |

### Poules 10, 11, 12
- : Qualifiés pour les phases finales
- : Promu en Fédérale 2
- : Relégué en honneur régional

| Poule 10 1. Racing Club Vichy rugby 2. Rugby club Arpajon-Veinazès 3. Racing club de Saint-Cernin 4. Rugby club guérétois 5. Union sportive usselloise 6. Groupe sportif figeacois 7. Rugby club uzerchois 8. Rugby club riomois 9. Stade marivalois 10. Gourdon XV Bouriane 11. Racing club mauriacois 12. Rugby Clermont-la-Plaine | Poule 11 1. Aviron gruissanais 2. Stade piscenois 3. Rugby club Plages d'Orb 4. Union sportive thuirinoise 5. Rugby club Jacou Montpellier Nord 6. Sporting club amateur Rivesaltes-Bompas XV 7. Union sportive Côte Vermeille 8. Entente Vendres-Lespignan Hérault XV 9. Servian-Boujan rugby 10. Rugby club Palavas-les-Genêts 11. Union Sigean-Port-la-Nouvelle 12. Entente Fleury-Salles-Coursan | Poule 12 1. Stade beaumontois Lomagne rugby 2. Sporting club Négrepelisse 3. Rugby club Saint-Sulpice XV 4. Rugby club Bon-Encontre-Boé 5. Entente de la vallée du Girou XV 6. Rugby club revélois 7. US tournonaise 8. Rugby Grenade sports 9. Union sportive Quillan Limoux Haute vallée de l'Aude 10. RC Montauban 11. Étoile Sportive Laroque-Belesta 12. AS Montesquieu-Volvestre |

### Poules 13, 14
- : Qualifiés pour les phases finales
- : Promu en Fédérale 2
- : Relégué en honneur régional

| Poule 13 1. US Coarraze Nay 2. Association athlétique nogarolienne 3. Association sportive du Pont-Long 4. Avenir Bizanos 5. Jeunesse sportive riscloise 6. Stade saint-gaudinois luchonnais 7. Olympique Ossalois-Laruns 8. SA Condom 9. Jeunesse sportive Villeneuve-de-Marsan 10. Club olympique Saint-Lary-Soulan 11. Union athlétique vicoise 12. Union sportive du canton de Pouyastruc | Poule 14 1. Entente Aramits-Asasp 2. Stade navarrais 3. Inthalatz rugby Larressore 4. Union sportive de Bardos 5. Association sportive soustonnaise rugby 6. Union sportive de Mouguerre 7. Association sportive de Bayonne 8. Union sportive de Mugron 9. Jeunesse sportive rionnaise 10. Saint-Pée union club 11. Union sportive de Saint-Palais Amikuze 12. Avenir de Barcus |  |

## Phases finales

### Trente-deuxième de finale
Les Trente-deuxième de finale se déroulent le 29 avril 2018 (matches aller) et le 6 mai 2018 (matches retour),.
| Équipe                                                   | Aller | Total | Retour | Équipe                               |
| -------------------------------------------------------- | ----- | ----- | ------ | ------------------------------------ |
| Rugby club de Sucy-en-Brie                               | 15-14 | 15-35 | 0-21   | Rugby club de Courbevoie             |
| UMS Pontault-Combault                                    | 19-5  | 41-22 | 22-17  | Rugby club de Compiègne              |
| ROC Houilles Carrières-sur-Seine                         | 16-14 | 37-50 | 21-36  | Gretz-Tournan-Ozoir rugby centre 77  |
| Union sportive La Chatre                                 | 20-27 | 52-53 | 32-26  | Le Havre athletic club               |
| Club Léo Lagrange Armentières                            | 10-30 | 34-73 | 24-43  | Rugby athlétique club castelroussin  |
| Rugby club de Metz                                       | 9-9   | 31-46 | 22-37  | Football club san-claudien           |
| US Genlis                                                | 26-17 | 40-52 | 14-35  | RC Rillieux-la-Pape                  |
| CO Le Puy rugby                                          | 9-6   | 35-29 | 26-23  | Rugby club auxerrois                 |
| Association Sportive Saint-Marcel-Isle d'Abeau (ASSMIDA) | 16-22 | 21-88 | 5-66   | US Nantua Port rugby du Haut-Bugey   |
| Union Sportive Véore XV                                  | 15-9  | 26-49 | 11-40  | Saint-Marcellin sports               |
| US Rives-Renage                                          | 21-25 | 40-68 | 19-43  | Rugby Club Aubagnais                 |
| US Izeaux                                                | 31-29 | 41-57 | 10-28  | Grand Dole rugby                     |
| Rugby club de la Dombes                                  | 26-28 | 33-80 | 7-52   | FC Tournon-Tain (FCTT)               |
| Aix Université club                                      | 11-6  | 20-20 | 9-14   | Stade piscenois                      |
| JS riscloise                                             | 24-19 | 29-47 | 5-28   | Rugby union athlétique Gujan-Mestras |
| Club municipal de Floirac                                | 42-15 | 64-44 | 22-29  | US Tours                             |
| Rugby club baulois                                       | 26-22 | 46-68 | 20-46  | AS Layrac                            |
| Stade blayais                                            | 12-17 | 18-42 | 6-25   | Plouzané AC                          |
| Sporting club surgèrien                                  | 20-34 | 34-83 | 14-49  | Stade Belvesois                      |
| CA Périgueux                                             | 6-10  | 26-25 | 20-15  | Racing club de Saint-Cernin          |
| Pays Auray rugby club                                    | 12-27 | 22-78 | 10-51  | US bazadaise                         |
| Club sportif nontronnais                                 | 27-13 | 33-50 | 6-37   | RC Vichy                             |
| Stade union cavaillonnais                                | 16-19 | 26-48 | 10-29  | Aviron gruissanais                   |
| Inthalatz rugby Larressore                               | 22-17 | 37-31 | 15-14  | Rugby club Saint-Sulpice XV          |
| Rugby club Plages d'Orb                                  | 16-6  | 24-24 | 8-18   | Sporting club Négrepelisse           |
| Avenir Bizanos                                           | 8-25  | 36-52 | 28-27  | Stade beaumontois Lomagne rugby      |
| Rugby club Jacou Montpellier Nord                        | 16-25 | 31-47 | 15-22  | US Coarraze Nay                      |
| Union sportive de Bardos                                 | 30-16 | 42-42 | 12-26  | Association athlétique nogarolienne  |
| Association sportive du Pont-Long                        | 32-15 | 44-27 | 12-12  | Stade navarrais                      |
| Rugby club Bon-Encontre-Boé                              | 19-11 | 35-46 | 16-35  | Entente Aramits-Asasp                |
| Union sportive thuirinoise                               | 22-8  | 32-27 | 10-19  | Rugby club Arpajon-Veinazès          |
| Rugby club guérétois                                     | 16-13 | 19-22 | 3-9    | Rugby Club Les Angles Gard Rhodanien |

### Seizième de finale
Les seizièmes de finale se déroulent le 20 mai 2018 (matches aller) et le 27 mai 2018 (matches retour)
Les clubs vainqueurs sont promus en Fédérale 2 pour la saison 2018-2019.
| Équipe                              | Aller | Total  | Retour | Équipe                               |
| ----------------------------------- | ----- | ------ | ------ | ------------------------------------ |
| UMS Pontault-Combault               | 27-28 | 50-47  | 23-19  | Rugby club de Courbevoie             |
| Gretz-Tournan-Ozoir rugby centre 77 | 22-31 | 34-51  | 12-20  | Le Havre athletic club               |
| Football club san-claudien          | 11-20 | 21-41  | 10-21  | Rugby athlétique club castelroussin  |
| CO Le Puy rugby                     | 19-16 | 24-56  | 5-40   | RC Rillieux-la-Pape                  |
| Saint-Marcellin sports              | 29-21 | 46-58  | 17-37  | US Nantua Port rugby du Haut-Bugey   |
| Rugby Club Aubagnais                | 22-20 | 47-62  | 27-42  | Grand Dole rugby                     |
| Aix Université club                 | 20-12 | 32-58  | 12-46  | FC Tournon-Tain (FCTT)               |
| Union sportive thuirinoise          | 20-20 | 29-33  | 9-13   | Rugby Club Les Angles Gard Rhodanien |
| Club municipal de Floirac           | 58-13 | 58-25  | 0-12   | Rugby union athlétique Gujan-Mestras |
| AS Layrac                           | 32-13 | 56-32  | 24-19  | Plouzané AC                          |
| CA Périgueux                        | 35-21 | 54-51  | 19-30  | Stade Belvesois                      |
| US bazadaise                        | 14-10 | 34 -39 | 20-29  | RC Vichy                             |
| Inthalatz rugby Larressore          | 22-17 | 32-44  | 10-27  | Aviron gruissanais                   |
| Sporting club Négrepelisse          | 3-10  | 22-16  | 19-6   | Stade beaumontois Lomagne rugby      |
| Association athlétique nogarolienne | 13-17 | 30-47  | 17-30  | US Coarraze Nay                      |
| Association sportive du Pont-Long   | 16-13 | 32-36  | 16-23  | Entente Aramits-Asasp                |

### Huitièmes, Quarts, Demis et Finale
Les huitièmes de finale, quarts de finale, demi-finales et la finale se dérouleront sur un seul match sur terrain neutre.
|  | Huitièmes-de-finale 3 juin 2018 | Huitièmes-de-finale 3 juin 2018 |                       |    | Quarts-de-finale 10 juin 2018 | Quarts-de-finale 10 juin 2018 |  |  | Demi-finales 17 juin 2018 | Demi-finales 17 juin 2018 |  |  | Finale 24 juin 2018 | Finale 24 juin 2018 |
|  | Huitièmes-de-finale 3 juin 2018 | Huitièmes-de-finale 3 juin 2018 |                       |    | Quarts-de-finale 10 juin 2018 | Quarts-de-finale 10 juin 2018 |  |  | Demi-finales 17 juin 2018 | Demi-finales 17 juin 2018 |  |  | Finale 24 juin 2018 | Finale 24 juin 2018 |
|  |                                 |                                 |                       |    |                               |                               |  |  |                           |                           |  |  |                     |                     |
|  |                                 |                                 |                       |    |                               |                               |  |  |                           |                           |  |  |                     |                     |
|  |                                 |                                 |                       |    |                               |                               |  |  |                           |                           |  |  |                     |                     |
|  | UMS Pontault-Combault           | 18                              |                       |    |                               |                               |  |  |                           |                           |  |  |                     |                     |
|  | UMS Pontault-Combault           | 18                              |                       |    |                               |                               |  |  |                           |                           |  |  |                     |                     |
|  | Le Havre AC                     | 14                              |                       |    |                               |                               |  |  |                           |                           |  |  |                     |                     |
|  | Le Havre AC                     | 14                              | UMS Pontault-Combault | 18 |                               |                               |  |  |                           |                           |  |  |                     |                     |
|  |                                 |                                 | UMS Pontault-Combault | 18 |                               |                               |  |  |                           |                           |  |  |                     |                     |
|  |                                 | RAC Chateauroux                 | 13                    |    |                               |                               |  |  |                           |                           |  |  |                     |                     |
|  | RAC Chateauroux                 | RAC Chateauroux                 | 13                    | 18 |                               |                               |  |  |                           |                           |  |  |                     |                     |
|  | RAC Chateauroux                 |                                 |                       | 18 |                               |                               |  |  |                           |                           |  |  |                     |                     |
|  | RC Rillieux-la-Pape             | 12                              |                       |    |                               |                               |  |  |                           |                           |  |  |                     |                     |
|  | RC Rillieux-la-Pape             | 12                              | UMS Pontault-Combault | 11 |                               |                               |  |  |                           |                           |  |  |                     |                     |
|  |                                 |                                 | UMS Pontault-Combault | 11 |                               |                               |  |  |                           |                           |  |  |                     |                     |
|  |                                 | US Nantua                       | 34                    |    |                               |                               |  |  |                           |                           |  |  |                     |                     |
|  | US Nantua                       | US Nantua                       | 34                    | 33 |                               |                               |  |  |                           |                           |  |  |                     |                     |
|  | US Nantua                       |                                 |                       | 33 |                               |                               |  |  |                           |                           |  |  |                     |                     |
|  | Grand Dole rugby                | 24                              |                       |    |                               |                               |  |  |                           |                           |  |  |                     |                     |
|  | Grand Dole rugby                | 24                              | US Nantua             | 36 |                               |                               |  |  |                           |                           |  |  |                     |                     |
|  |                                 |                                 | US Nantua             | 36 |                               |                               |  |  |                           |                           |  |  |                     |                     |
|  |                                 | FC Tournon-Tain (FCTT)          | 20                    |    |                               |                               |  |  |                           |                           |  |  |                     |                     |
|  | FC Tournon-Tain (FCTT)          | FC Tournon-Tain (FCTT)          | 20                    | 40 |                               |                               |  |  |                           |                           |  |  |                     |                     |
|  | FC Tournon-Tain (FCTT)          |                                 |                       | 40 |                               |                               |  |  |                           |                           |  |  |                     |                     |
|  | RC Les Angles GR                | 28                              |                       |    |                               |                               |  |  |                           |                           |  |  |                     |                     |
|  | RC Les Angles GR                | 28                              | US Nantua             | 7  |                               |                               |  |  |                           |                           |  |  |                     |                     |
|  |                                 |                                 | US Nantua             | 7  |                               |                               |  |  |                           |                           |  |  |                     |                     |
|  |                                 | Aviron gruissanais              | 26                    |    |                               |                               |  |  |                           |                           |  |  |                     |                     |
|  | CM Floirac                      | Aviron gruissanais              | 26                    | 30 |                               |                               |  |  |                           |                           |  |  |                     |                     |
|  | CM Floirac                      |                                 |                       | 30 |                               |                               |  |  |                           |                           |  |  |                     |                     |
|  | AS Layrac                       | 15                              |                       |    |                               |                               |  |  |                           |                           |  |  |                     |                     |
|  | AS Layrac                       | 15                              | CM Floirac            | 34 |                               |                               |  |  |                           |                           |  |  |                     |                     |
|  |                                 |                                 | CM Floirac            | 34 |                               |                               |  |  |                           |                           |  |  |                     |                     |
|  |                                 | CA Périgueux                    | 29                    |    |                               |                               |  |  |                           |                           |  |  |                     |                     |
|  | CA Périgueux                    | CA Périgueux                    | 29                    | 16 |                               |                               |  |  |                           |                           |  |  |                     |                     |
|  | CA Périgueux                    |                                 |                       | 16 |                               |                               |  |  |                           |                           |  |  |                     |                     |
|  | RC Vichy                        | 6                               |                       |    |                               |                               |  |  |                           |                           |  |  |                     |                     |
|  | RC Vichy                        | 6                               | CM Floirac            | 7  |                               |                               |  |  |                           |                           |  |  |                     |                     |
|  |                                 |                                 | CM Floirac            | 7  |                               |                               |  |  |                           |                           |  |  |                     |                     |
|  |                                 | Aviron gruissanais              | 13                    |    |                               |                               |  |  |                           |                           |  |  |                     |                     |
|  | Aviron gruissanais              | Aviron gruissanais              | 13                    | 38 |                               |                               |  |  |                           |                           |  |  |                     |                     |
|  | Aviron gruissanais              |                                 |                       | 38 |                               |                               |  |  |                           |                           |  |  |                     |                     |
|  | SC Négrepelisse                 | 8                               |                       |    |                               |                               |  |  |                           |                           |  |  |                     |                     |
|  | SC Négrepelisse                 | 8                               | Aviron gruissanais    | 23 |                               |                               |  |  |                           |                           |  |  |                     |                     |
|  |                                 |                                 | Aviron gruissanais    | 23 |                               |                               |  |  |                           |                           |  |  |                     |                     |
|  |                                 | Entente Aramits-Asasp           | 18                    |    |                               |                               |  |  |                           |                           |  |  |                     |                     |
|  | US Coarraze Nay                 | Entente Aramits-Asasp           | 18                    | 13 |                               |                               |  |  |                           |                           |  |  |                     |                     |
|  | US Coarraze Nay                 |                                 |                       | 13 |                               |                               |  |  |                           |                           |  |  |                     |                     |
|  | Entente Aramits-Asasp           | 16                              |                       |    |                               |                               |  |  |                           |                           |  |  |                     |                     |
|  | Entente Aramits-Asasp           | 16                              |                       |    |                               |                               |  |  |                           |                           |  |  |                     |                     |